# Coupe Dewar 1914
Navigation
Coupe Dewar 1913 Coupe Dewar 1915
La Coupe Dewar 1914 est la 16e édition de la Coupe Dewar.
Elle oppose treize clubs exclusivement de région parisienne en matchs à élimination directe. Le CA XIVe remporte la finale face à l'Union sportive et amicale de Clichy et gagne ainsi son troisième titre dans la compétition.

## Compétition

### Premier tour
Le premier tour a lieu le 22 février 1914,.
| Premier tour    | CA XIVe | 5 – 0 | RC France |                             |                             |
| 22 février 1914 |         |       |           | Stade de Colombes, Colombes | Stade de Colombes, Colombes |

| Premier tour    | USA Clichy | 13 – 0 | AS française |        |        |
| 22 février 1914 |            |        |              | Clichy | Clichy |

| Premier tour    | UA Intergadz'arts | 3 – 0 | Paris UC |        |        |
| 22 février 1914 |                   |       |          | Vanves | Vanves |

| Premier tour    | Raincy Sports | 3 – 1 | CA Enghien |             |             |
| 22 février 1914 |               |       |            | Villemomble | Villemomble |

| Premier tour    | Gallia Club | ? – ? | Standard AC |  |
| 22 février 1914 |             |       |             |  |

### Deuxième tour
Le deuxième tour a lieu le 1er mars 1914,.
| Deuxième tour | Club français | 1 – 0 | Stade français |  |
| 1er mars 1914 |               |       |                |  |

| Deuxième tour | CA XIVe | 4 – 1 | CA Société générale |  |
| 1er mars 1914 |         |       |                     |  |

| Deuxième tour | Raincy Sports | 2 – 1 | Gallia Club |  |
| 1er mars 1914 |               |       |             |  |

| Deuxième tour | USA Clichy | 14 – 1 | UA Intergadz'arts |  |
| 1er mars 1914 |            |        |                   |  |

### Demi-finales
Les demi-finales ont lieu le 8 mars 1914. Le CA XIVe se qualifie à l'extérieur malgré l'absence d'Albert Schaff, sélectionné le même jour en équipe de France pour jouer contre la Suisse. L'USA Clichy se qualifie face au Club français, qui n'aligne qui huit joueurs,.
| Demi-finale | Raincy Sports | 0 – 5 | CA XIVe |             |             |
| 8 mars 1914 |               |       |         | Villemomble | Villemomble |

| Demi-finale | USA Clichy | 6 – 0 | Club français |        |        |
| 8 mars 1914 |            |       |               | Clichy | Clichy |

### Finale
La finale a lieu le 15 mars 1914 au stade de la Rue Olivier-de-Serres à Paris. Le CA XIVe, mené 1-0 par l'USA Clichy, qui a marqué 33 buts en trois matchs pour se qualifier, l'emporte finalement par 5-1, soit leur troisième victoire en Coupe Dewar et la deuxième défaite en finale pour les Clichois,,,,.
| Finale               | CA XIVe                                | 5 – 1   | USA Clichy | | |
| 15 mars 1914 14 h 30 | Beylard · Bachet · Bardonnaud · Schaff | (1 – 1) | ?          | Stade de la Rue Olivier-de-Serres, Paris Spectateurs : 500 (ou 900 selon les sources) Arbitrage : M. Napier | Stade de la Rue Olivier-de-Serres, Paris Spectateurs : 500 (ou 900 selon les sources) Arbitrage : M. Napier |